# Демчук Сергій Ігорович
Демчук Сергій Ігорович (*17 жовтня 1983, село Андріївка, Вітебська область, Білорусь) — український письменник і журналіст. Лауреат літературного конкурсу видавництва «Смолоскип», а також «Гранослов» і «Благовіст».

## Життєпис
Народився 17 жовтня 1983 року в селі Андріївка Вітебської області у Білорусі. Невдовзі після народження батьки повернулися до України. Мешкав у Коростені Житомирської області. У шкільні роки займався боксом і карате. Був чемпіоном Житомирської області серед юнаків з карате і боксу, а також бронзовим призером чемпіонату України з карате.
Закінчив Київський професійно-педагогічний коледж імені Антона Макаренка за спеціальністю «Майстер виробничого навчання з ремонту автомобілів» та університет "КРОК" за спеціальністю "Вища школа педагогіки".
У 2024 році добровільно вступив до лав ЗСУ у 2 Інтернаціональний Легіон оборони України.

## Літературна діяльність
У лютому 2016 року дебютував зі збіркою "Тіні на сходах", до якої увійшли два коротких романи й 24 оповідання.  У 2017 видав роман про футбольних фанатів «Міжсезоння». Упорядкував антологію прози "12" літературного угруповання "Свідки Слова".

## Книжки
- "Тіні на сходах" — 2016 (видавництво "Український письменник")[9].

- Антологія прози "12" — 2016

- "Міжсезоння" — 2017

- "12 унцій любові" — 2021

- "Острів Джа" — 2022

- "Зима, яка назавжди з тобою" — 2023

## Нагороди і відзнаки
- У 2011-му отримав третю премію літературного конкурсу «Смолоскип» у номінації "Проза" за короткий роман «Тіні на сходах»[10] .

- У 2012-му – третя премія літературного конкурсу видавництва «Смолоскип» у номінації "Проза" за збірку оповідань «День перемоги»[11].

- Лауреат літературного конкурсу «Благовіст» 2016 року у номінації "Перша книжка"[12].
- У 2016 році книжка "Тіні на сходах" увійшла до довгого списку "ЛітАкцент року" у номінації "Проза"[13].
- У 2017 році роман "Міжсезоння" увійшов до короткого списку премії імені Олеся Ульяненка[14].

- Дипломант літературного конкурсу «Гранослов» 2018 року[15].
- У 2018 році роман "Міжсезоння" потрапив до списків Всеукраїнського рейтингу "Книжка року" у номінації "Красне письменство/жанрова література"[16].

## Рецензії
1. Ганна Улюра. Бал дебютантів: політ над зозулячим гніздом (про книжку "Тіні на сходах" Сергія Демчука) [Архівовано 4 листопада 2020 у Wayback Machine.]
2. Інна Долженкова. Не бійся жити [Архівовано 8 листопада 2020 у Wayback Machine.]
3. Сергій Одаренко. Ловець у житті або «Лагідна тарантинівщина» [Архівовано 6 листопада 2020 у Wayback Machine.]
4. Інна Долженкова. "Ультрас" поза трибунами (про роман "Міжсезоння") [Архівовано 3 листопада 2020 у Wayback Machine.]
5. Яр Левчук. Огляд прози літ. угруповання “Свідки слова”: Шевченкові малята [Архівовано 8 листопада 2020 у Wayback Machine.]
6. Сергій Одаренко. Настільна біблія футбольних фанатів [Архівовано 14 грудня 2018 у Wayback Machine.]
7. Марина Єщенко «Їх було дванадцять…» (про антологію "12") [Архівовано 2 листопада 2020 у Wayback Machine.]